# Julie Johnson (política)
Julie Elizabeth Johnson  (Kansas City, Kansas, 2 de mayo de 1966) es una política y abogada estadounidense que se desempeña como representante de los Estados Unidos para el distrito 32 del Congreso de Texas desde 2025. Johnson es miembro del Partido Demócrata y anteriormente se desempeñó como miembro de la Cámara de Representantes de Texas por el distrito 115 de 2019 a 2025. Johnson es la primera miembro LGBTQ+ del Congreso de un estado del sur.

## Biografía

### Educación
Johnson obtuvo una Licenciatura en Artes de la Universidad de Texas en Austin y un Doctorado en Derecho del Centro de Derecho de la Universidad de Houston.

### Vida personal
Johnson se declaró lesbiana en 1991. Ella y su esposa, Susan Moster, se casaron en San Francisco en 2014.

## Carrera
Johnson derrotó al entonces representante republicano, Matt Rinaldi, en las elecciones a la Cámara de Representantes de Texas de 2018 tras obtener el 56.8% de los votos. Ella es una de los dos primeros legisladores abiertamente homosexuales del condado de Dallas, y la primera miembro de la Cámara de Representantes de Texas con un cónyuge del mismo sexo. Fue reelegida como representante por el distrito 115 en las elecciones de 2020 y 2022.
En 2021, Johnson y el Caucus Demócrata de la Cámara de Representantes de Texas abandonaron el estado y viajaron a Washington D. C. para retrasar la votación sobre nuevos proyectos de ley en una sesión especial de julio. Los republicanos de la Cámara de Representantes de Texas votaron para arrestar a los miembros electos para obligarlos a asistir, aunque no tenían la jurisdicción para hacerlo.
En junio de 2023, Johnson anunció que se postularía para la Cámara de Representantes de los Estados Unidos en el  32° distrito congresional de Texas en las elecciones de 2024, mientras que el titular Colin Allred se postulaba para el Senado de los Estados Unidos. Derrotó a Brian Williams en las elecciones primarias del Partido Demócrata y ganó las elecciones generales de noviembre con el 61.9% de los votos. Johnson prestó juramento ante el 119.º Congreso de los Estados Unidos el 3 de enero de 2025.